# 福建省农村信用社联合社
福建省农村信用社联合社简称福建农信，于2005年成立并对福建省内农信社、农商银行实施统一管理。
2014年7月，福建农信成立“福万通”慈善基金会，主要捐助原籍或户籍为福建的贫困大学生。
至2015年，福建农信质量指标连续5年位居全国农信系统前列。
至2017年末，福建农信系统各项存款余额5899亿元，占全省市场份额13.38%。
2018年1月22日，福建农信成立全国农信系统首家妇联。